# Восстание Болотникова
Восстание Болотникова (в советской историографии именовалось Крестьянская война под руководством Ивана Болотникова, Крестьянское восстание) — крупное крестьянское, казацкое и дворянское восстание (бунт) 1606—1607 годов, под предводительством «большого воеводы» («воеводы царя Дмитрия») Ивана Исаевича Болотникова и ряда других деятелей.
На момент наивысшего подъёма восстания (осада Москвы 1606 года) под контролем мятежников находилось более 70 городов юга и центра Русского царства.

## Причины
К концу XVI века в России формируется крепостное право. Недовольство крестьян, вызванное усилением феодального гнёта, нашло выражение в выступлениях монастырских крестьян в конце XVI века, массовом бегстве в южные районы в период голода 1601—1603 годов. В 1603 году произошло крупное восстание (бунт) холопов и крестьян под командованием Хлопка Косолапа.
После смерти Лжедмитрия I по Москве поползли слухи, что во дворце убили не Дмитрия, а кого-то другого. Эти слухи сделали положение выборного царя Василия Ивановича Шуйского очень шатким. Недовольных боярским царём было очень много, и они ухватились за имя Дмитрия. Одни — потому, что искренне верили в его спасение; другие — потому, что только это имя могло придать борьбе с Шуйским «законный» характер.
Закрепощение крестьян, введение царём Фёдором Ивановичем «урочных лет», политическая нестабильность, голод — вследствие этого восстание носило отчётливый антибоярский характер.

## Участники восстания
- Крестьяне и холопы (Иван Исаевич Болотников);
- Северские казаки (севрюки);
- Терские, волжские и запорожские казаки (Илейка Муромец);
- Рязанское (Прокопий Ляпунов), тульское (Истома Пашков) и северское (Андрей Андреевич Телятевский) дворянство;
- Наёмное войско из десяти тысяч ландскнехтов с артиллерией.

Всего в Походе на Москву участвовало около 30 тысяч повстанцев. Таким образом, восстание можно считать гражданской войной, поскольку участвовали все слои общества того времени.

## Начало восстания
Донской казак Иван Болотников был боевым холопом князя Андрея Андреевича Телятевского. Возвращаясь через Европу из турецкого плена, он был в Самборе (в замке Юрия Мнишека) представлен некоему лицу, называвшему себя «царём Дмитрием Ивановичем». По-видимому, это был авантюрист Михаил Андреевич Молчанов — бежавший из Москвы сподвижник Лжедмитрия I, который теперь рассылал по югу России «царские грамоты», скреплённые украденной им в Москве золотой царской печатью. Грамоты, возвещавшие о скором возвращении царя Дмитрия, воспринимались многими как вполне достоверные. Опытный воин Болотников был назначен в Самборе «большим воеводой» и послан в Путивль к князю Григорию Петровичу Шаховскому, начавшему поднимать Северскую землю против царя Василия Шуйского.
Сочувствовал восстанию и черниговский воевода Андрей Андреевич Телятевский, которому прежде служил Болотников. От Шуйского начали быстро отлагаться десятки городов и крепостей на юго-западе России.

## Поход на Москву
На борьбу с восставшими царь Шуйский выслал войска, возглавляемые воеводами Юрием Никитичем Трубецким и Иваном Михайловичем Воротынским. В августе 1606 года войско Трубецкого было разбито восставшими в битве под Кромами, в битве при Ельце потерпело поражение войско Воротынского. 23 сентября (3 октября) 1606 года Болотников одержал победу под Калугой, где сосредотачивались основные силы армии Шуйского.
В попытке подойти к Москве с юго-запада восставшие одержали победу в битве на Лопасне, но были остановлены молодым князем Скопиным-Шуйским в сражении на Пахре. Новая попытка подойти к Москве была предпринята с юго-восточного направления. Восставшие подошли к Коломне. В октябре 1606 года посад Коломны был взят ими приступом, но кремль продолжал упорно сопротивляться. Оставив небольшую часть своих сил в Коломне, восставшие направились по Коломенской дороге в Москву. В битве под Троицким видным деятелям восстания Пашкову и Ляпунову удалось разбить правительственные войска под руководством целого ряда знатнейших воевод, после чего был открыт путь на Москву. Армия Болотникова расположилась в селе Коломенское под Москвой.
28 октября (7 ноября) 1606 года войско Болотникова осадило Москву. В ноябре к восстанию присоединились казаки Илейки Муромца, однако тульские и рязанские рати Пашкова и Ляпунова перешли на сторону Шуйского. Отчасти это было вызвано расслоением повстанцев на казаков и дворян, отчасти — активной агитацией патриарха Гермогена против восставших. Правительству Шуйского удалось убедить москвичей, что в случае взятия города болотниковцами их ждёт расправа за убийство Лжедмитрия I, поэтому горожане были настроены решительно. 22 ноября (2 декабря) ослабленные повстанцы потерпели поражение и отошли к Калуге (Болотников) и к Туле (Илейка Муромец).

## Калужский этап
10 (20) декабря царская армия осадила повстанцев в Калуге. В начале 1607 года на помощь повстанцам пришёл большой отряд запорожцев. Осаду то и дело пытались прорвать извне другие силы повстанцев, относившиеся к Илейке Муромцу и связанным с ним видным деятелям восстания. Их борьба с правительственными войсками шла с переменным успехом. В битве под Венёвом примкнувший к повстанцам князь Андрей Андреевич Телятевский смог одержать победу, однако затем царские воеводы нанесли «ворам» поражения в битвах на Вырке и под Серебряными Прудами. Эти поражения повстанцы компенсировали победами в битве под Тулой и битве под Дедиловом. Однако их наиболее крупным успехом на данном этапе восстания стала битва на Пчельне в мае 1607 года. Она явилась результатом второго похода войск восставших на Калугу, предпринятого Илейкой Муромцем с целью оказать помощь осаждённому Болотникову. Во главе войска, шедшего к Калуге, был поставлен князь Телятевский. После этого Болотников снял осаду Калуги вылазкой против деморализованных царских полков.
Однако вскоре войско Болотникова, шедшее на соединение с отрядами Лжепетра в Туле, потерпело крупное поражение в битве на Восьме. Это позволило царским войскам предпринять решающий поход на Тулу.

## Оборона Тулы
12 (22) июня 1607 года царские войска, одержав победу в битве на реке Вороньей на подступах к Туле, подошли к стенам мятежного города. 30 июня (10 июля) руководство осадой Тулы взял лично царь Василий Шуйский. Положение осаждающих осложнялось тем, что в Стародубе объявился новый самозванец Лжедмитрий II, который двинул свои армии на помощь «тульским сидельцам». 10 (20) октября 1607 Тульский кремль был взят Шуйским. При осаде царские войска перегородили плотиной протекавшую через город реку Упу и тем самым вызвали в городе наводнение. Идею такого способа осады подсказал Шуйскому боярин Иван Кровков, у которого Болотников реквизировал большие запасы продовольствия. Восставшие пытались взорвать плотину, но тот же Кравков предупредил Шуйского, и попытка не удалась.
Болотников был сослан в Каргополь, ослеплён и утоплен. Илейко Муромец — повешен. Воевода Шаховской — насильно пострижен в монахи. По легенде, Василий Шуйский пообещал «не пролить крови» согласившихся сдаться повстанцев. Чтобы формально соблюсти своё обещание, он при устроенных затем расправах над восставшими использовал «бескровный» способ казни — через утопление.

## Причины поражения
Отсутствие единства в рядах восставших: в восстании участвовали люди из разных слоёв населения и все они преследовали свои собственные цели.
Отсутствие единой идеологии.
Предательство части войска: дворянство довольно скоро перешло на сторону Шуйского.
Недооценка сил противника: Болотников зачастую слишком форсировал события, не дав войску возможности накопить силы.

## Последствия
Несмотря на подавление восстания, Смутное время в России не завершилось. Оставшиеся в живых «воры» Болотникова примкнули к идущей из Стародуба повстанческой армии Лжедмитрия II и влились в состав Тушинского лагеря. Впоследствии эти «воры» приняли участие в Первом (Прокопий Петрович Ляпунов) и Втором ополчениях (Григорий Петрович Шаховской).